# Odakyū Dentetsu
Die Odakyū Dentetsu (japanisch 小田急電鉄株式会社, Odakyū Dentetsu Kabushiki-gaisha; engl. Odakyu Electric Railway Co., Ltd.), allgemein als Odakyū (小田急) bekannt, ist eine japanische Bahngesellschaft mit Sitz in Shinjuku in der Präfektur Tokio. Sie ist das Kernunternehmen der aus über 100 Unternehmen bestehenden Odakyu Group, die unter anderem in den Bereichen Verkehr, Immobilien, Einzelhandel, Business-to-Business, Finanzdienstleistungen und Tourismus tätig ist. Die Aktien werden an der Tokioter Börse gehandelt und das Unternehmen ist im Nikkei-225-Aktienindex geführt. Zur Odakyu Group gehören außerdem die Bahnen Hakone Tozan Tetsudō und Enoshima Dentetsu. Das in den Präfekturen Tokio und Kanagawa liegende Streckennetz von Odakyū Dentetsu umfasst die Hauptlinie vom Bahnhof Shinjuku nach Odawara sowie zwei davon abzweigende Nebenstrecken nach Fujisawa und Tama.

## Streckennetz

Streckennetz

Die Odakyū Dentetsu betreibt ein 120,5 Kilometer langes Eisenbahnnetz im Südwesten des Großraums Tokio. Es besteht aus drei Linien:
| Name der Linie        | Strecke                      | Länge     | Stationen | Eröffnung |
| --------------------- | ---------------------------- | --------- | --------- | --------- |
| Odakyū Odawara-Linie  | Shinjuku – Odawara           | 82,5 km   | 47        | 1927      |
| Odakyū Enoshima-Linie | Sagami-Ōno – Katase-Enoshima | 27,6 km * | 17        | 1929      |
| Odakyū Tama-Linie     | Shin-Yurigaoka – Karakida    | 10,6 km   | 8         | 1974/1990 |

* inkl. 0,2 km Parallelführung mit der Odakyū Odawara-Linie bei Sagami-Ōno
Nicht mehr in Betrieb sind:
- Mukōgaoka-Yūen Monorail, eine 1,1 km lange Einschienenbahn vom Bahnhof Mukōgaoka-Yūen zum gleichnamigen Freizeitpark (1966–2000)
- Luftseilbahn im Freizeitpark Mukōgaoka-Yūen (1951–1967)

In Matsuda gibt es ein kurzes Verbindungsgleis zur Gotemba-Linie von JR Central. Es wird an Wochenenden von den Fujisan-Schnellzügen genutzt, die von Shinjuku nach Gotemba und zurück verkehren. Über dieses Gleis werden auch neue Fahrzeuge der Odakyū Dentetsu und der Hakone Tozan Tetsudō angeliefert. Zu diesem Zweck sind einige Odakyū-Triebwagenführer auch für Elektroloks der Baureihe EF65-2000 von JR Freight ausgebildet.

## Betrieb

Übersicht des Zugangebots von Odakyū Dentetsu

Die Odakyū Dentetsu bietet Schnell- und Eilzüge im dichten Takt von und nach Shinjuku an. In ganz Japan bekannt sind insbesondere die Romancecar-Schnellzüge. Diese reservierungspflichtigen Züge werden überwiegend im touristischen Verkehr von Shinjuku nach Hakone, Enoshima und Gotemba eingesetzt und bilden die Zuggattung Limited Express. Weitere Zuggattungen ohne Reservierungspflicht tragen die Bezeichnungen Rapid Express, Express, Semi Express, Commuter Express und Commuter Semi Express; sie unterscheiden sich in der Anzahl der Zwischenhalte. Hinzu kommen Nahverkehrszüge mit Halt an allen Stationen.
Zahlreiche Züge verkehren nicht von und nach Shinjuku, sondern werden im Yoyogi-Uehara auf die Chiyoda-Linie der U-Bahn Tokio durchgebunden. Diese wiederum leitet im Bahnhof Ayase auf die Jōban-Linie der JR East in Richtung Toride weiter, sodass manche Verbindungen Strecken dreier verschiedener Bahngesellschaften befahren. Ferner werden umsteigefreie Verbindungen zwischen Shinjuku und Hakone-Yumoto an der Hakone-Tozan-Linie angeboten. Zu den beiden Zweigstrecken (Enoshima- und Tama-Linie) sind durchgehende Zugläufe die Regel. Im Nahverkehr auf der Odawara-Linie gibt es eine Zweiteilung mit unterschiedlich dichtem Angebot, bei der üblicherweise in Hon-Atsugi umgestiegen werden muss.

## Rollmaterial

### Züge im Einsatz

#### Romancecar
- Baureihe 30000 „EXE“, Excellent Express, 7 Züge, die aus einem Sechsteiler und einem Vierteiler gebildet werden
- Baureihe 50000 „VSE“, Vault Super Express, 2 zehnteilige Gliedertriebzüge von 2005
- Baureihe 60000 „MSE“, Multi Super Express, vier Züge mit 6 Wagen und zwei Züge mit 4 Wagen für den wechselseitigen Betrieb mit der Chiyoda-Linie
- Baureihe 70000 „GSE“, Graceful Super Express, ein 7-Wagen-Zug von 2018

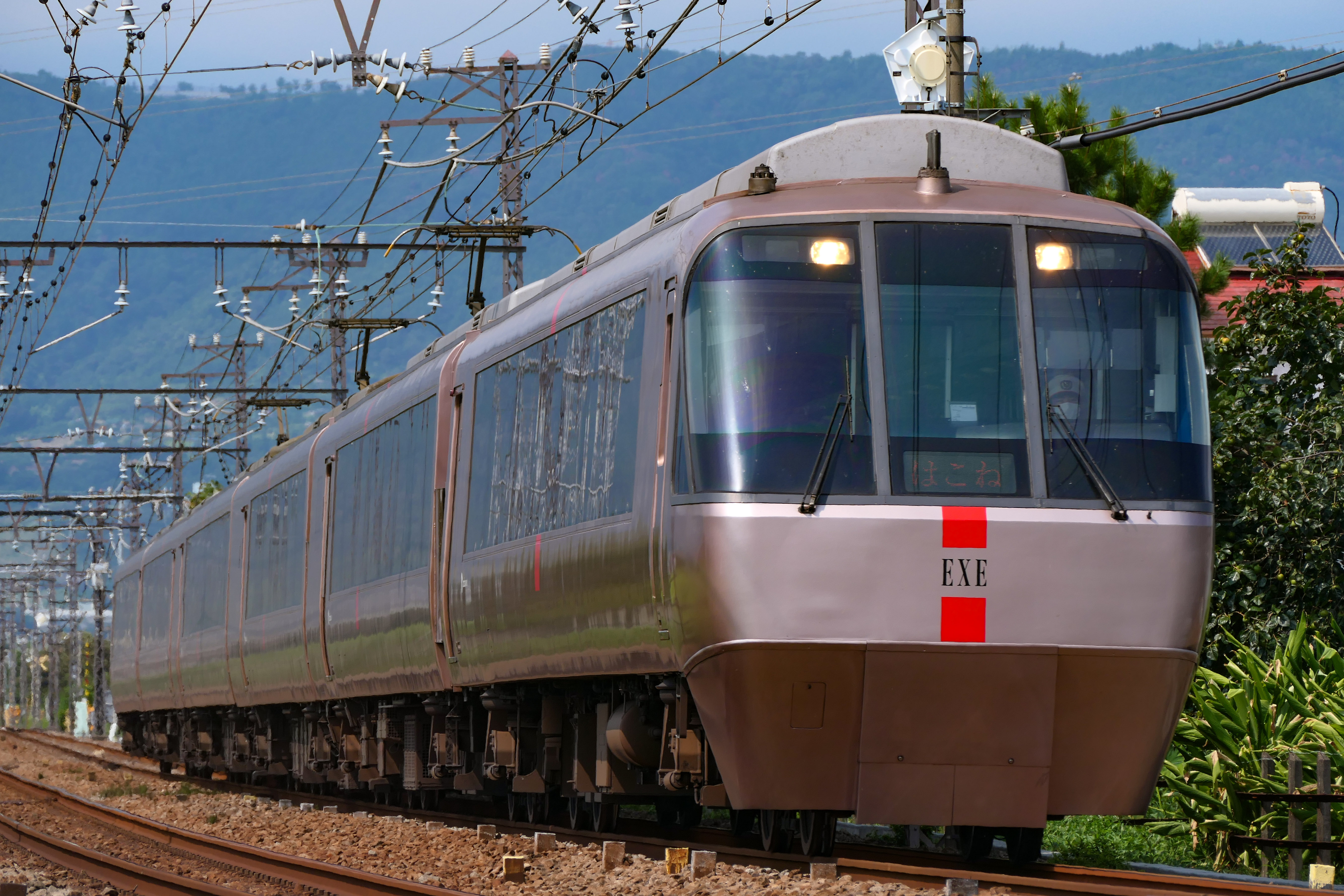
Baureihe 30000 „EXE“
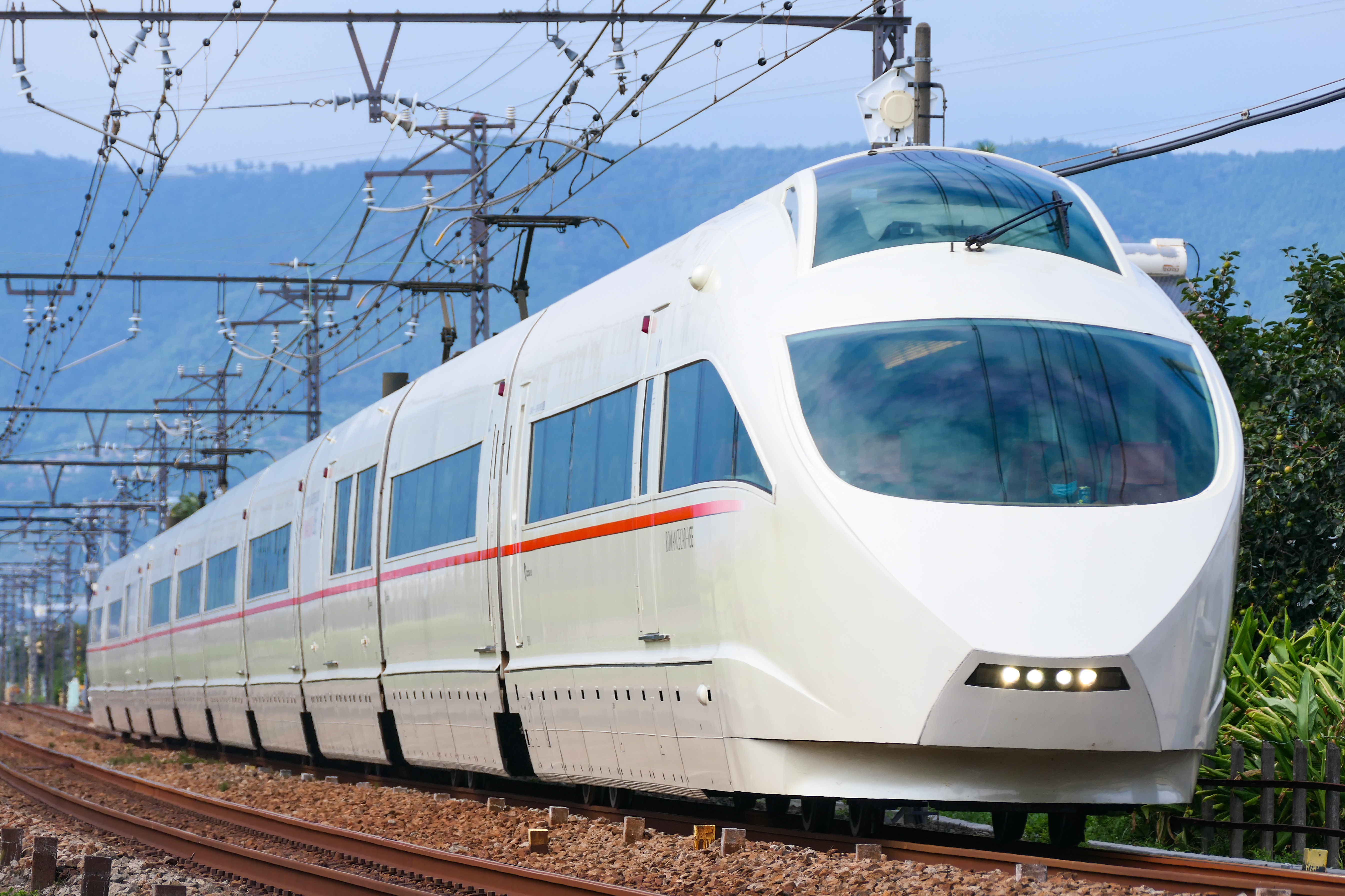
Baureihe 50000 „VSE“
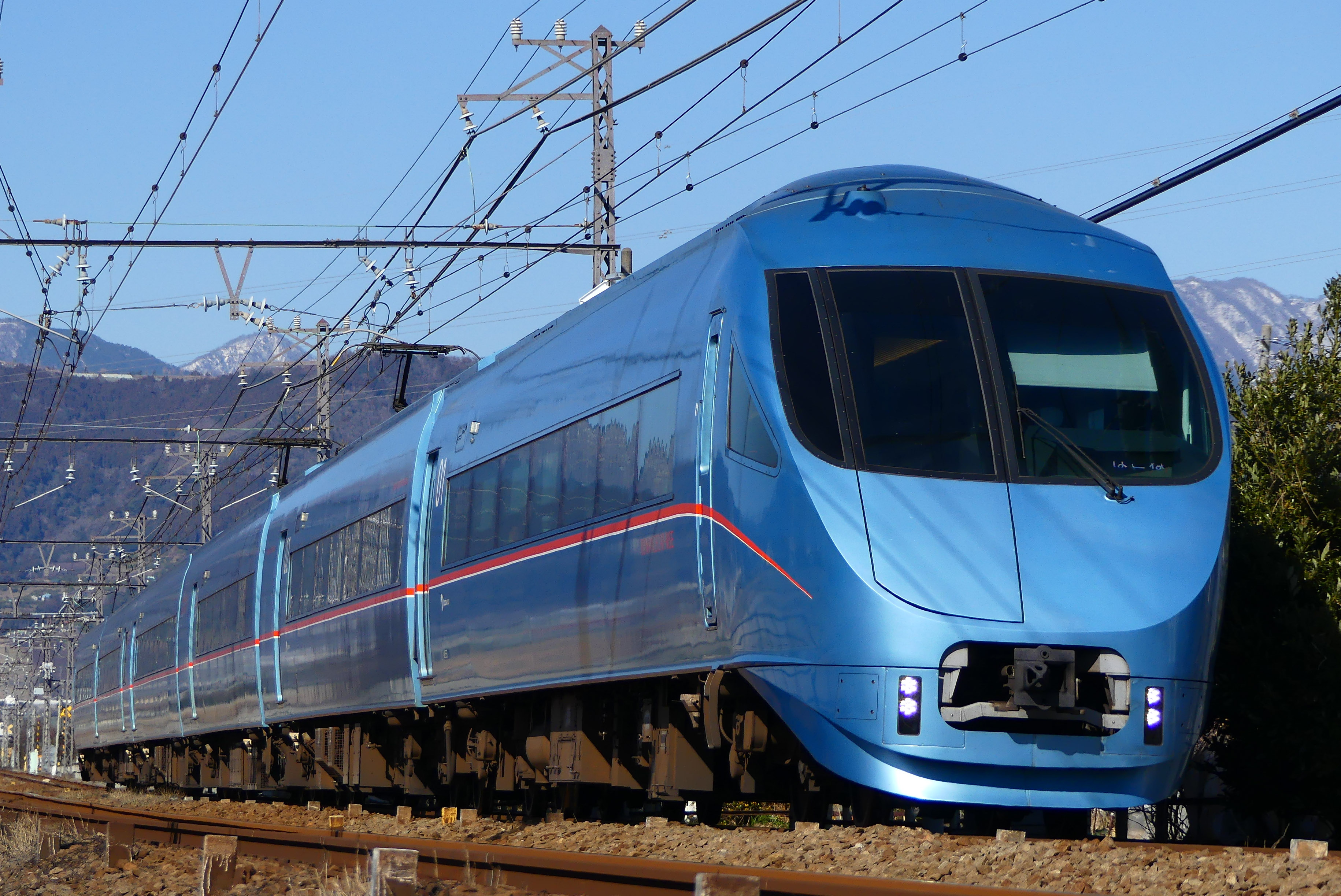
Baureihe 60000 „MSE“
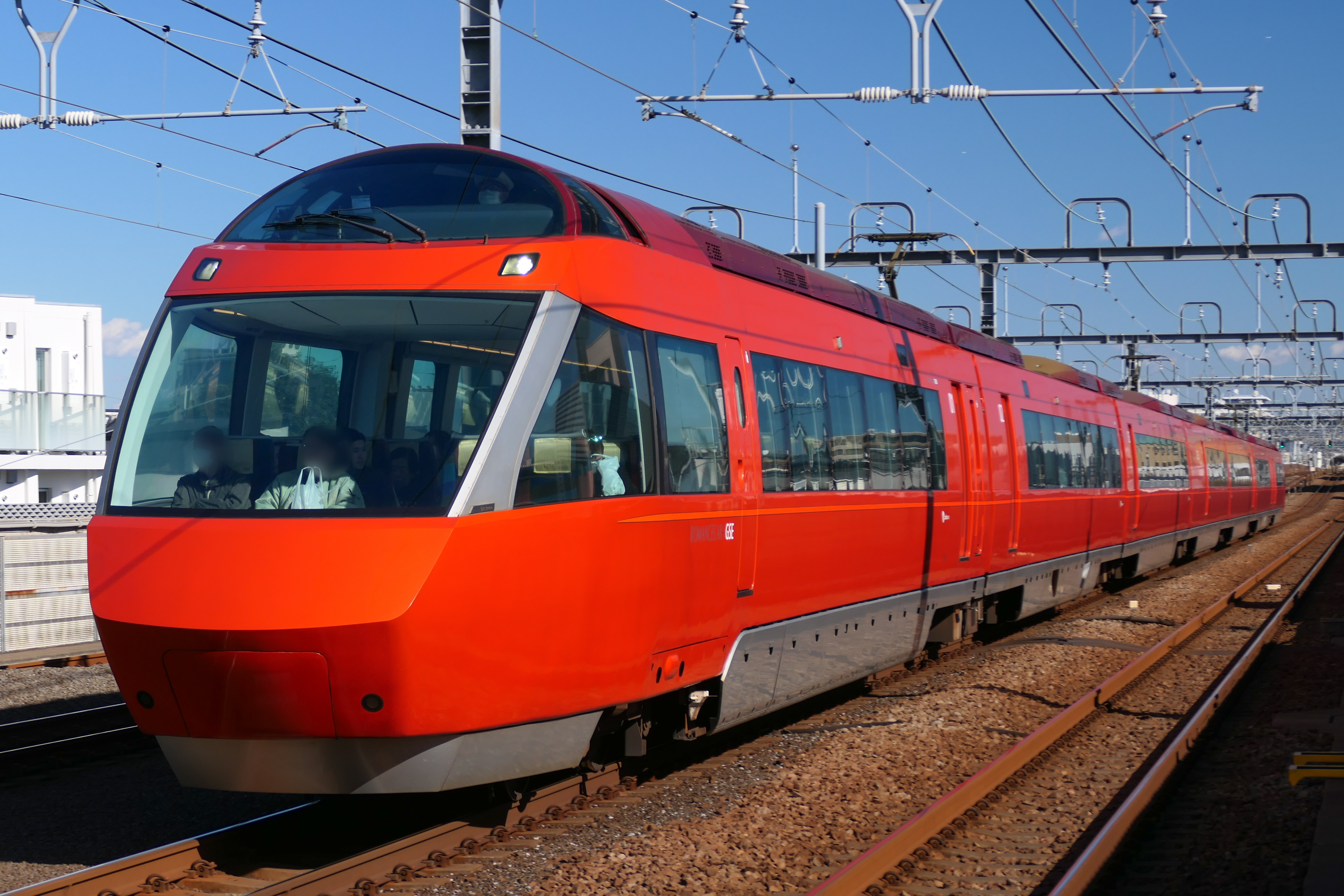
Baureihe 70000 „GSE“

#### Vorortzüge
- Baureihe 8000
- Baureihe 1000
- Baureihe 2000, 9 Züge mit acht Wagen
- Baureihe 3000, 47 Züge
- Baureihe 4000, 15 Züge mit zehn Wagen
- Baureihe 5000, 6 Züge mit zehn Wagen

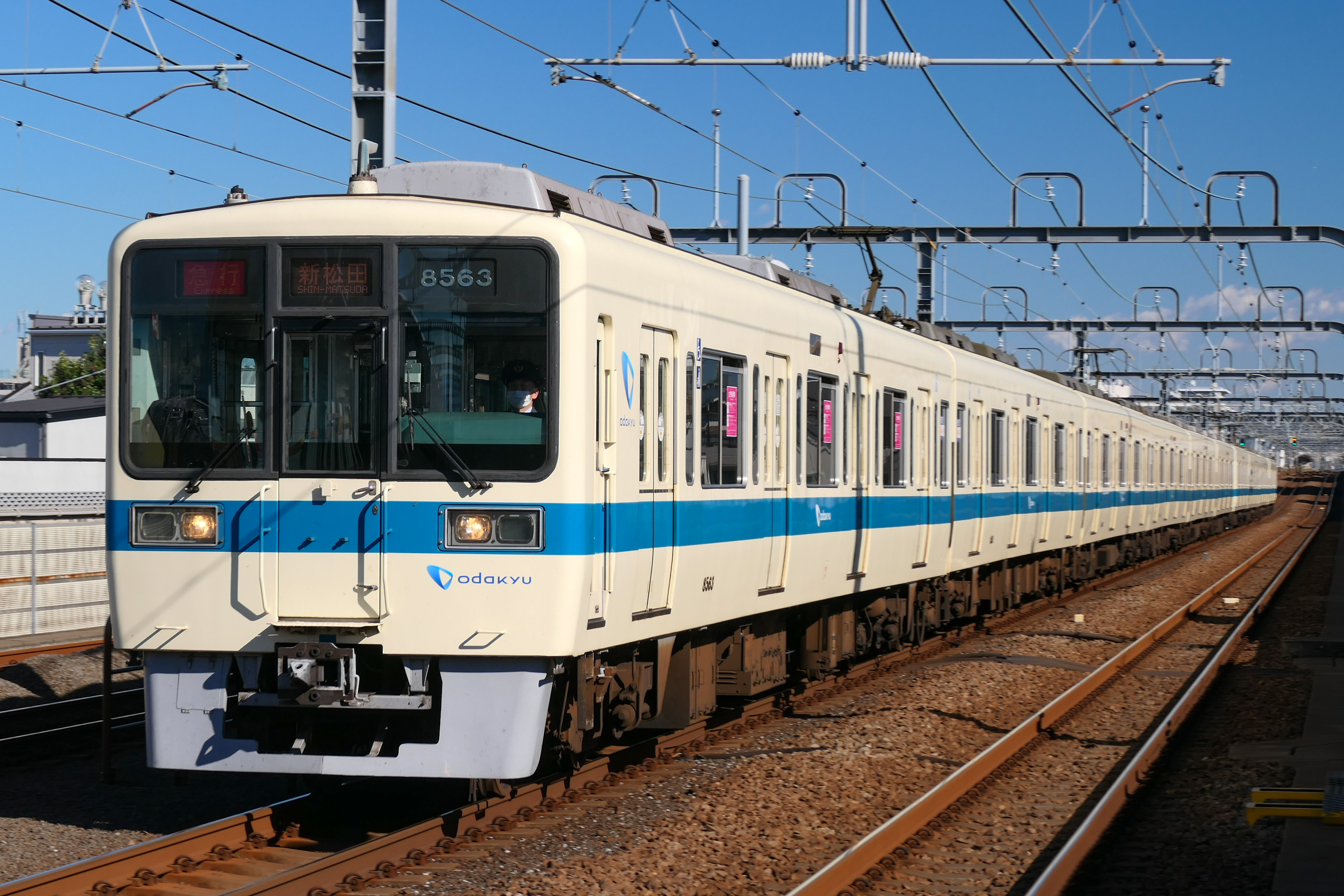
Baureihe 8000
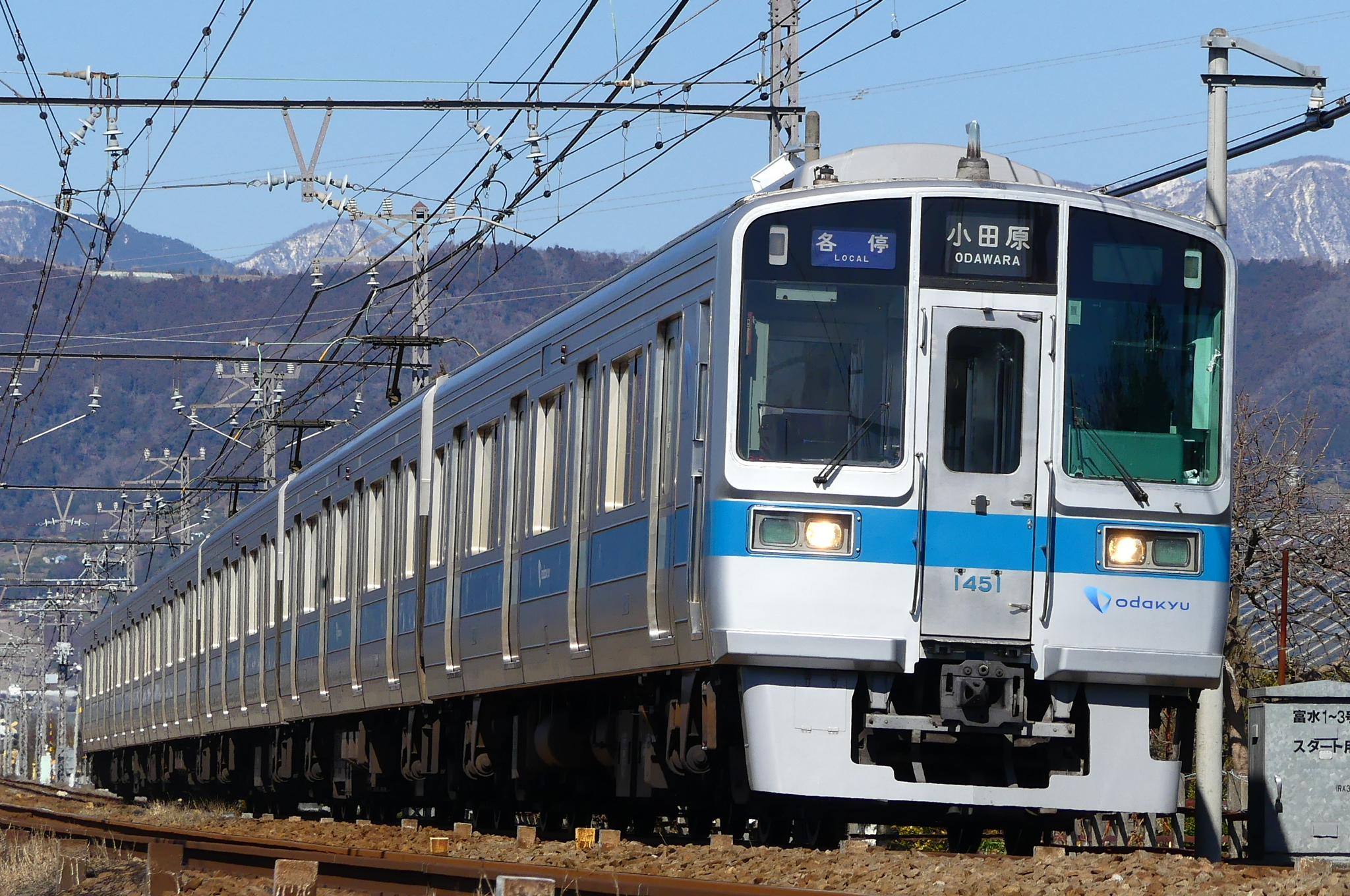
Baureihe 1000
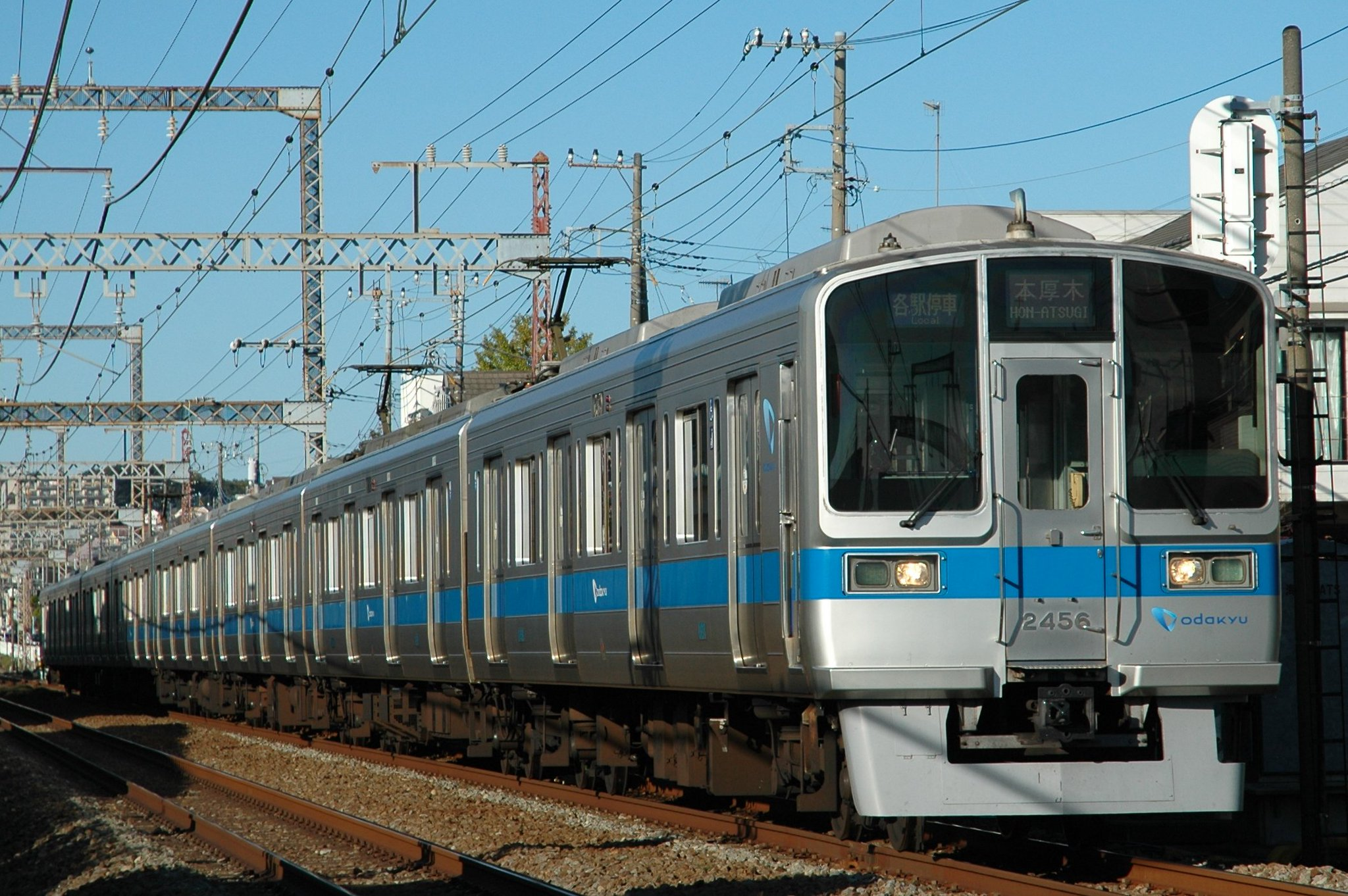
Baureihe 2000
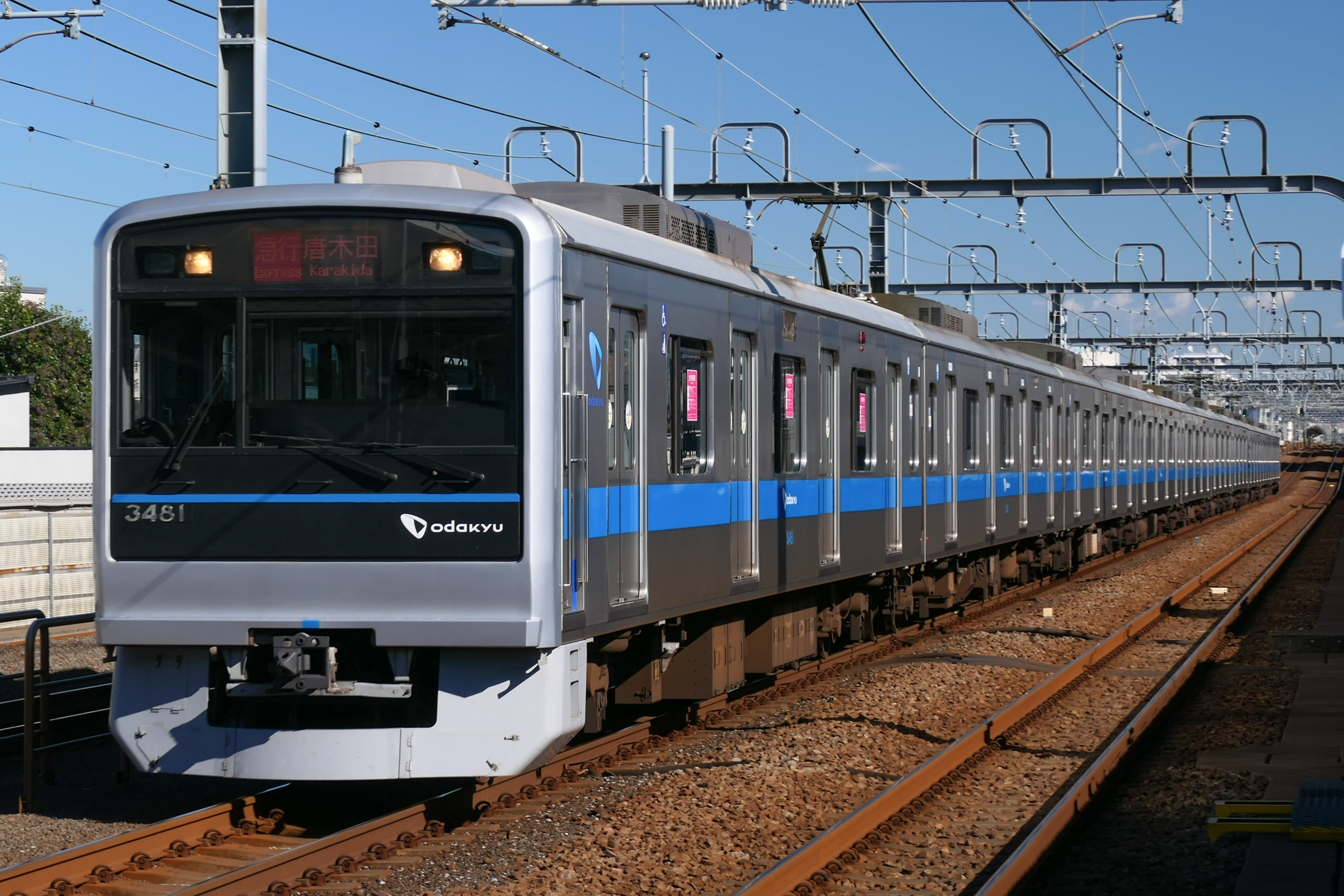
Baureihe 3000
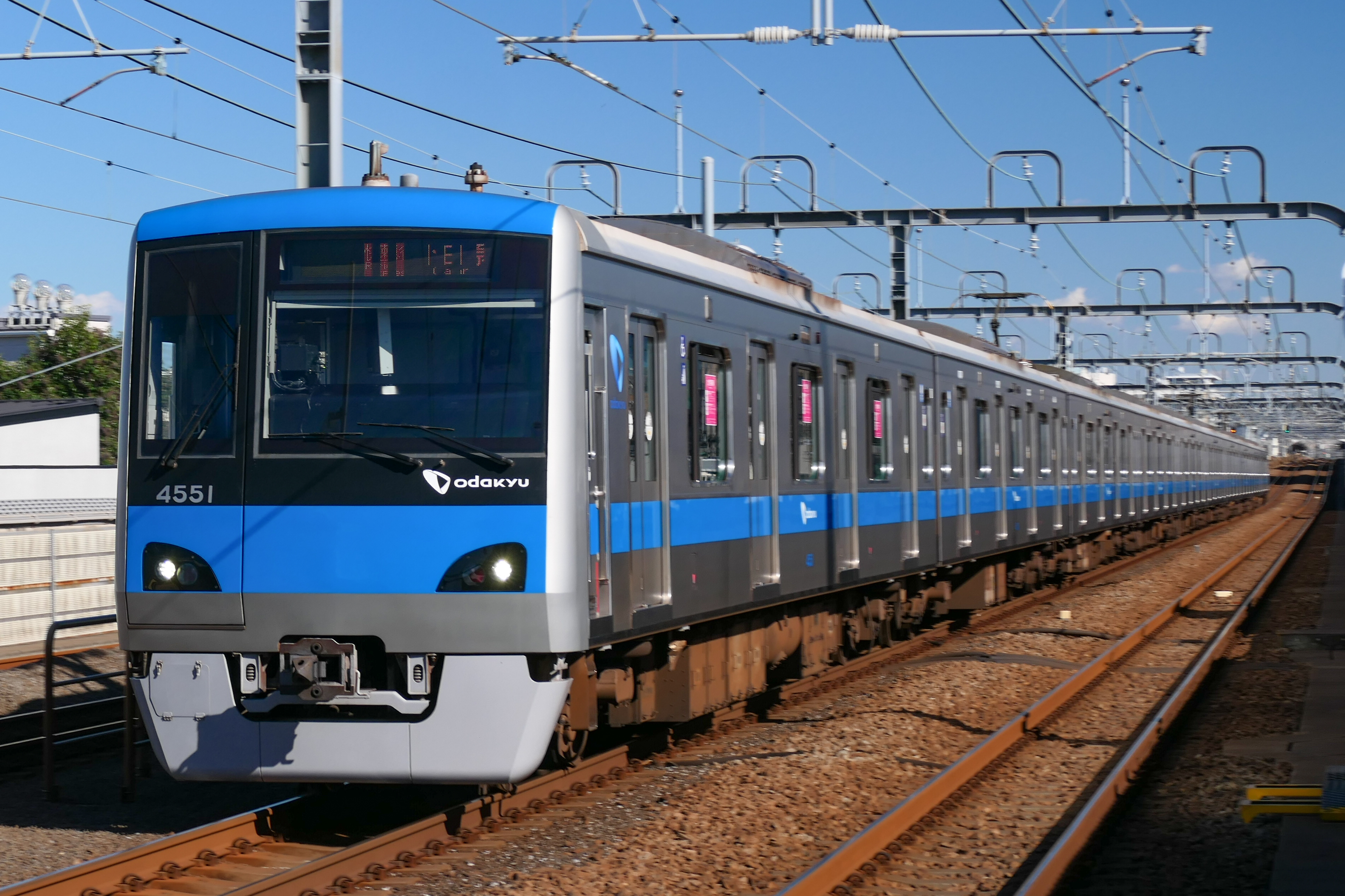
Baureihe 4000
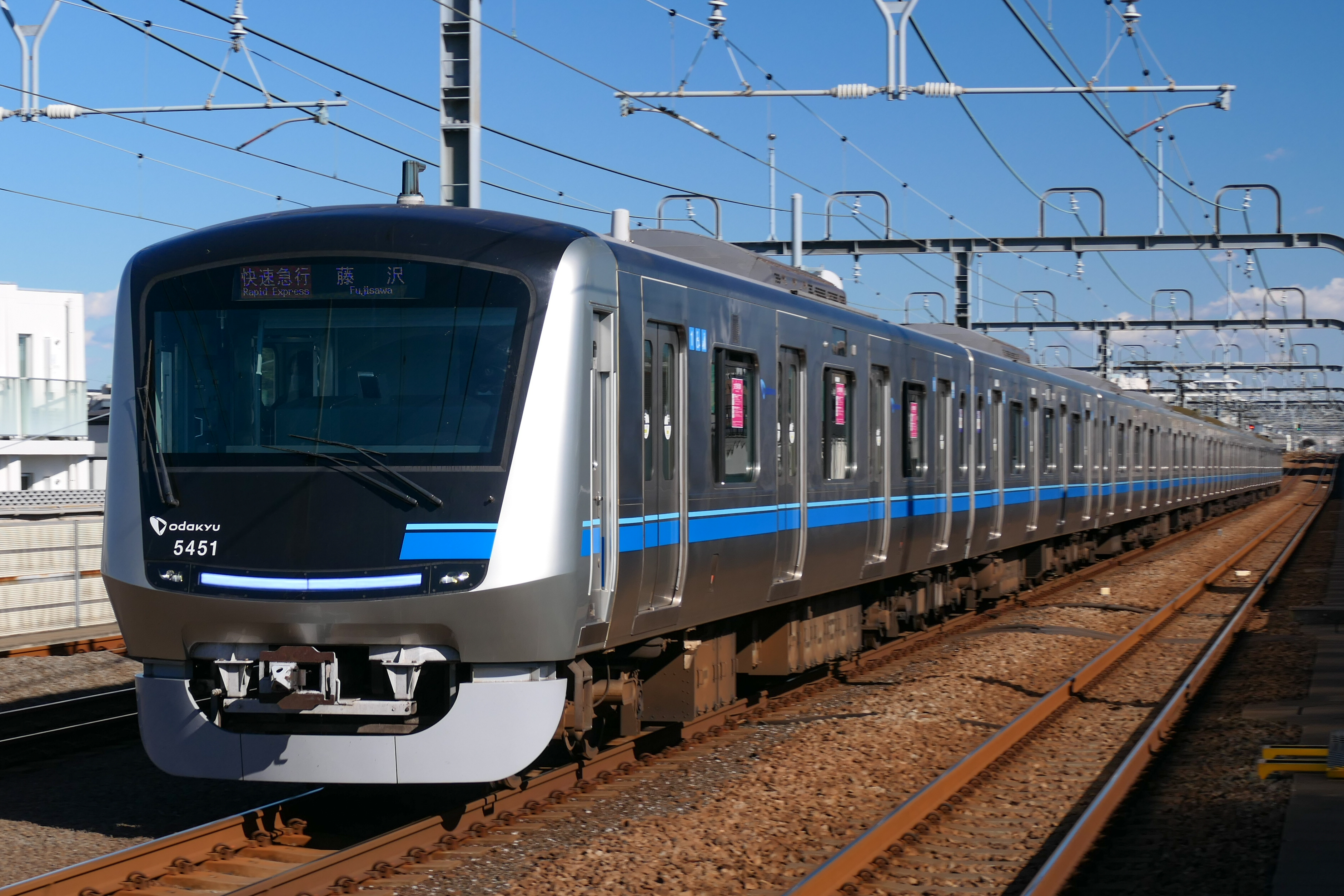
Baureihe 5000

### Ehemals eingesetzte Züge
| Romancecar - Baureihe 3000 „SE“ - Baureihe 3100 „NSE“ - Baureihe 10000 „HiSE“ - Baureihe 20000 „RSE“ - Baureihe 7000 „LSE“ | Vorortzüge - Baureihe 9000 - Baureihe 5000 |

## Logo

Früheres Abzeichen

Das heute verwendete Unternehmenslogo wurde 2008 eingeführt. Es besteht aus dem stilisierten lateinischen Buchstaben O und einem Schriftzug in lateinischen Kleinbuchstaben, beide in Blautönen gehalten. Damit soll laut dem Designkonzept die „Verschmelzung von Geschichte und urbaner Kultur in einer reichhaltigen Eisenbahnumgebung“ symbolisiert werden. Soll die Unternehmensgruppe als Ganzes repräsentiert werden, enthält das Logo zusätzlich das Wort GROUP in Großbuchstaben. Zuvor verwendete das Unternehmen seit 1948 ein Abzeichen, das einem traditionellen Mon-Emblem nachempfunden ist. Es stellte eine Schiene dar, umgeben von ganzen und unterbrochenen Kreisen.

## Unternehmensgruppe

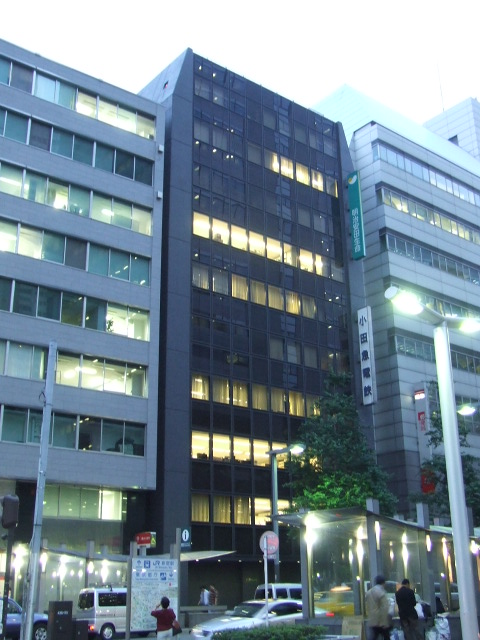
Hauptsitz in Shinjuku

Die Odakyū Dentetsu ist der Kern der Odakyu Group, einer aus über 100 Unternehmen bestehenden Holding. Dazu gehören im Verkehrsbereich die Bahnunternehmen Enoshima Dentetsu (mit der Enoshima-Dentetsu-Linie) und Hakone Tozan Tetsudō (mit der Hakone-Tozan-Linie und dem Hakone Tozan Cable Car), die Luftseilbahn Hakone Ropeway, die Standseilbahn Ōyama Kankō Dentetsu sowie mehrere Busbetriebe in den Präfekturen Tokio, Kanagawa und Shizuoka. Hinzu kommen weitere Unternehmen unter anderem in den Bereichen Immobilienhandel, Bauwirtschaft, Einzelhandel, Gastronomie und Hotellerie.
Zu den wichtigsten Anteilseignern der Odakyū Dentetsu gehörten am 31. März 2019 folgende Unternehmen: Dai-ichi Seimei Hoken (6,1 %), Nihon Seimei Hoken (4,5 %), Nomura Asset Management (3,5 %), der Pensionsfonds von Mitsubishi Electric (3,5 %), Sumitomo Mitsui Shintaku Ginkō (2,5 %), The Vanguard Group (2,3 %), Meiji Yasuda Seimei Hoken (2,0 %) und Daiwa Asset Management (1,6 %).
In der untergeordneten Holdinggesellschaft Odakyu Hakone Holdings sind die geschäftlichen Aktivitäten in der Region Hakone zusammengefasst. Odakyū ist außerdem die größte Aktionärin von Sōtetsu Holdings, der Holdinggesellschaft der Sagami Tetsudō, mit einem Anteil von 6,5 % im März 2019.

## Geschichte

### Odakyū als Tochtergesellschaft
Das Bahnunternehmen hat seine Wurzeln in der 1910 vom Unternehmer und Politiker Toshimitsu Tsurumatsu gegründeten Elektrizitätsgesellschaft Kinugawa Suiryoku. Im Mai 1922 ersuchte sie um eine Lizenz für den Bau einer Bahnstrecke zwischen Shinjuku und dem Landkreis Ashigarashimo in der Präfektur Kanagawa, um die Suburbanisierung südwestlich von Tokio voranzutreiben. Als diese vorlag, gründete sie die Tochtergesellschaft Odawara Kyūkō Tetsudō (小田原急行鉄道, dt. „Odawara-Express-Eisenbahn“), mit einem Aktienkapital von 13,5 Millionen Yen und Tsurumatsu als Vorsitzenden. Im Oktober 1926 erteilte die Regierung auch die Lizenz für eine Zweigstrecke nach Fujisawa. Im Januar 1927 erfolgte die Fusion mit dem auf Grundstückserschließung spezialisierten Unternehmen Odawara Kyūkō Tochi, verbunden mit einer Kapitalerhöhung auf 30 Millionen Yen. Dadurch sollte sichergestellt werden, dass die Bahnstrecken möglichst bald über genügend Kundschaft in neu entstehenden Stadtteilen verfügte.

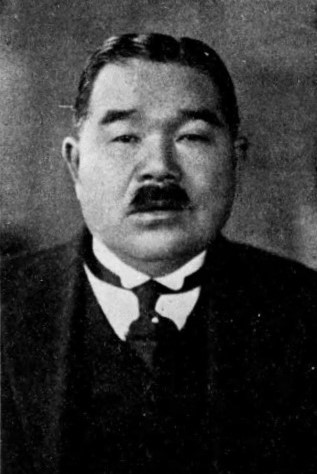
Toshimitsu Tsurumatsu

Am 1. April 1927 wurde die gesamte 82,5 km lange Odakyū Odawara-Linie vom Tokioter Bahnhof Shinjuku nach Odawara eröffnet. Am selben Tag nahm auch der Freizeitpark Mukōgaoka-Yūen seinen Betrieb auf, wobei ab 14. Juni desselben Jahres eine dieselbetriebene Ausflugsbahn die Verbindung zum gleichnamigen Bahnhof herstellte. Am 1. April 1929 erfolgte die Eröffnung der in Sagami-Ōno abzweigenden Odakyū Enoshima-Linie über Fujisawa nach Katase-Enoshima. Im Volksmund war für die Bahngesellschaft bald die Abkürzung Odakyū weit verbreitet, bekannt geworden insbesondere durch das Titellied des 1929 von Mizoguchi Kenji gedrehten Films Tōkyō kōshinkyoku. Nach einigen Jahren ausschließlich mit Personenverkehr bot die Odawara Kyūkō Tetsudō ab 1. November 1934 auch Güterverkehr an, der überwiegend aus dem Transport von Kies zwischen Hon-Atsugi und Tokio bestand. Sie kooperierte zu diesem Zweck ab September 1936 mit der Nambu Tetsudō und errichtete ein Verbindungsgleis, das bis 1967 genutzt wurde. Am 1. Juni 1938 expandierte das Unternehmen in den Busverkehr.
Nach Ausbruch des Pazifikkriegs strebte die japanische Regierung danach, die Effizienz kleinerer privater Verkehrsunternehmen zu steigern. Zu diesem Zweck erließ sie 1938 das „Gesetz zur Koordination von Landverkehrsunternehmen“, was es ihr ermöglichte, insbesondere in den Ballungsräumen Fusionen zu größeren Einheiten anzuordnen. Auf dieser Grundlage übernahm die Odawara Kyūkō Tetsudō am 1. Mai 1940 die Teito Dentetsu, welche die Inokashira-Linie von Shibuya nach Kichijōji betrieb und ebenfalls der Kinugawa Suiryoku gehörte. Letztere verlor aufgrund der Zwangsverstaatlichung der Elektrizitätswirtschaft ihr Hauptgeschäft und schloss sich mit ihrer Tochtergesellschaft zusammen, woraus am 1. März 1941 die Odakyū Dentetsu entstand. Tsurumatsu führte auch das neue Unternehmen an, verspekulierte sich jedoch bei Bergbaugeschäften und trat am 28. Juni desselben Jahres als Vorsitzender zurück. Nach einer dreimonatigen Übergangsphase trat Gotō Keita an seine Stelle. Unter Ausnützung des Koordinationsgesetzes von 1938 strebte er danach, alle privaten Bahngesellschaften im Südwesten des Tokioter Ballungsraumes unter dem Dach der ebenfalls von ihm präsidierten Tōkyū Dentetsu zu vereinen. So gingen die Odakyū Dentetsu, die Tōkyū Dentetsu und die Keikyū am 1. Mai 1942 im Daitōkyū-Konglomerat auf, am 31. Mai 1944 auch die Keiō Dentetsu.

### Eigenständige Entwicklung
Mit zunehmend schlechter werdendem Kriegsverlauf erlitt die Odawara-Linie wiederholt schwere Schäden durch Luftangriffe der United States Army Air Forces.  Zwei Jahre nach Kriegsende beschlossen die Aktionäre am 26. November 1947 an einer außerordentlichen Versammlung, das finanziell angeschlagene Daitōkyū-Konglomerat durch Ausgründungen aufzulösen. Die am 1. Juni 1948 wieder entstandene und nunmehr unabhängige Odakyū Dentetsu erhielt ihr ursprüngliches Streckennetz zurück und gab die Inokashira-Linie an die Keiō Dentetsu ab. Am selben Tag übernahm sie die Hakone Tozan Tetsudō und legte damit den Grundstein des Aufbaus einer eigenen Unternehmensgruppe namens Odakyu Group. Die Aktien der Odakyū Dentetsu waren ab Mai 1949 an der Tokioter Börse gelistet. Ab 1951 begann sie ihr Angebot an Schnellzügen markant auszubauen, um das touristische Potenzial der Halbinsel Enoshima und des Vulkans Hakone besser zu nutzen. Zu diesem Zweck erwarb sie am 1. August 1953 die Aktienmehrheit an der Enoshima Dentetsu und gründete zwei Jahre später ein eigenes Tourismusunternehmen.
Um die touristische Attraktivität der Schnellzugsverbindungen weiter zu steigern, wurde am 22. Juni 1957 der Markenname Romancecar eingeführt, der bis heute verwendet wird. Ein Triebwagen der Odakyū-Baureihe 3000 SE, die für die neue Zuggattung beschafft worden war, fuhr am 27. September 1957 bei einer Testfahrt 145 km/h schnell und stellte damit einen Geschwindigkeitsrekord für Schmalspurzüge auf. Dieser Rekord war der wesentliche Auslöser dafür, dass daraufhin die Hochgeschwindigkeitstriebzüge der Shinkansen-Baureihe 0 entwickelt wurden. Die Odakyū Dentetsu erhielt dafür den 1958 erstmals verliehenen Blue Ribbon Award. Zur Erschließung des Freizeitparks eröffnete sie am 23. April 1966 die Mukōgaoka-Yūen Monorail, eine Einschienenbahn, die bis 2000 in Betrieb war. 1969 führte sie auf allen Strecken ein Zwangsbremsungssystem ein. Mit der Übernahme von Tōkai Bus expandierte sie 1971 in den Linienbusverkehr in der Präfektur Shizuoka.

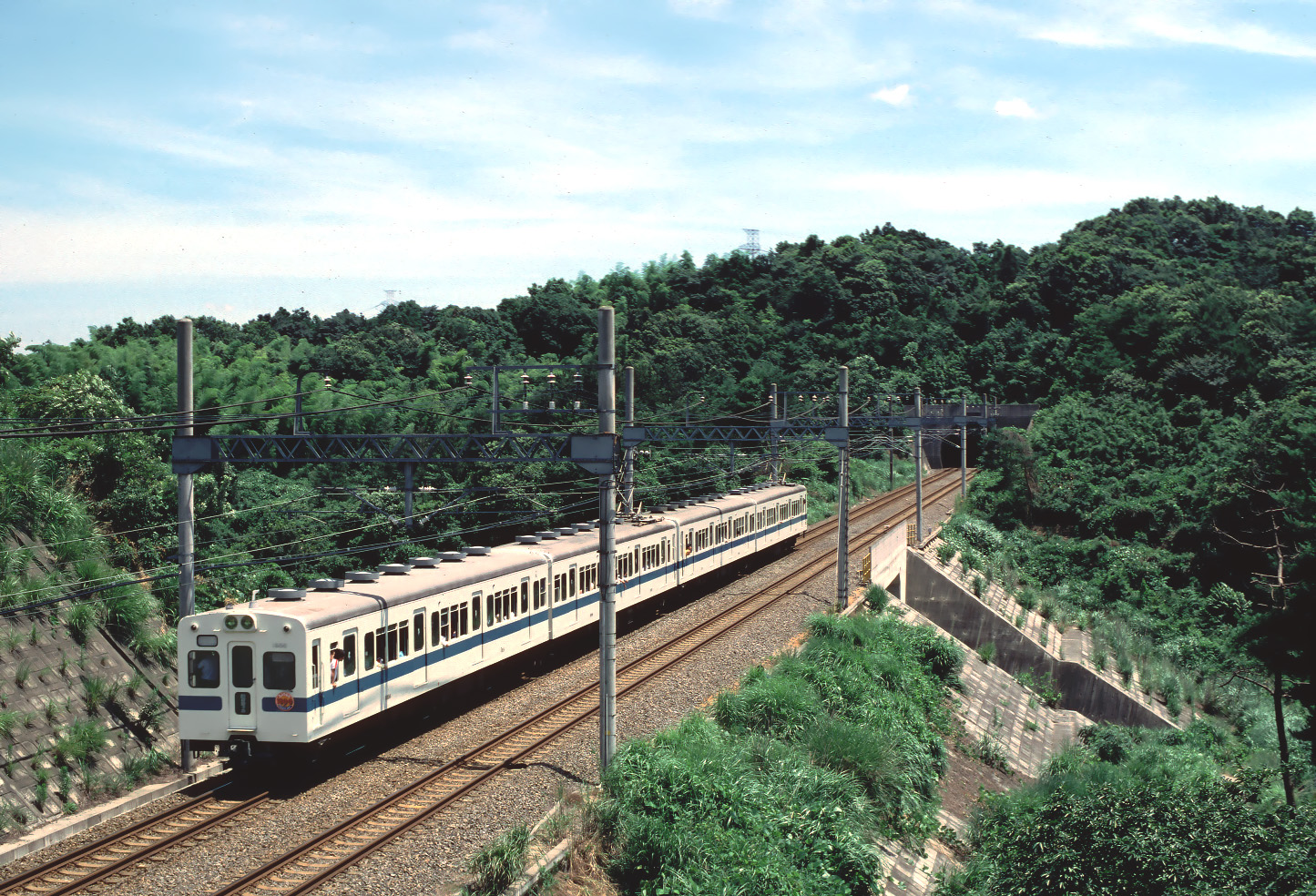
Tama-Linie (1981)

In den 1960er Jahren strebte die Odakyū Dentetsu danach, die im Tama-Hügelland entstehende Tama New Town zu erschließen, doch auch die Keiō Dentetsu wollte die größte Planstadt Japans an ihr Streckennetz anbinden. Beide Unternehmen einigten sich auf eine Parallelführung auf einer Länge von dreieinhalb Kilometern, um den Landverbrauch zu minimieren. Am 1. Juni 1974 ging der erste Abschnitt der Odakyū Tama-Linie zwischen Shin-Yurigaoka und Nagayama in Betrieb, am 23. April 1975 reichte die Strecke bis zum vorläufigen Endpunkt Tama-Center. Seit 31. März 1978 besteht eine Durchbindung aller Odakyū-Linien zur Chiyoda-Linie der U-Bahn Tokio. Am 21. März 1984 stellte die Odakyū Dentetsu den gesamten Güterverkehr ein und am 27. März 1990 verlängerte sie die Tama-Linie nach Karakida. Ein Jahr zuvor hatte die Odakyū Dentetsu mit der Erweiterung der Odawara-Linie auf vier Gleise begonnen, um insbesondere Schnellzüge im dichteren Takt anbieten zu können. Bis heute konnte jedoch nur ein Teil des Projekts verwirklicht werden, da der Ausbau in Setagaya aufgrund des Widerstands von Anwohnern und Grundeigentümern blockiert ist.
Am 1. Oktober 2004 erfolgte die Gründung der untergeordneten Holdinggesellschaft Odakyu Hakone Holdings. Sie dient dazu, die eher touristisch orientierten Dienstleistungen in der Hakone-Region von Unternehmen in der Metropolregion Tokio zu trennen, die überwiegend auf den Pendlerverkehr ausgerichtet sind. Durch Aktientausch gelangte die Odakyu Group am 26. April 2019 in den vollständigen Besitz der Enoshima Dentetsu.